# Archimede (sommergibile 1939)
L'Archimede fu un sommergibile della Regia Marina appartenente alla classe Brin. La sua costruzione avvenne nei Cantieri Tosi di Taranto. La scafo venne impostato in varato il 5 marzo 1939 a Taranto, e consegnato alla Regia Marina il 18 aprile dello stesso anno.

## Caratteristiche
L'unità a scafo semplice dislocava 1016 tonnellate in superficie e 1266 in immersione. Il battello era armato con otto tubi di lancio per siluri da 533 mm (con un totale di 12 siluri) ed inizialmente con un cannone da 100/43 installato in coperta su di una piattaforma brandeggiabile nella parte poppiera della torretta. Il pezzo venne sostituito con un cannone da 100/47 che però venne montato a proravia della torretta. Completavano l'artiglieria 4 mitragliere da 13,2 mm antiaeree.

## Storia

### Il Mar Rosso e l'evacuazione dei sommergibili da Massaua
All'inizio della seconda guerra mondiale era inquadrato nella LXXXII Squadriglia Sommergibili con base a Massaua (Eritrea), sul Mar Rosso, al comando del tenente di vascello Mario Signorini, sin dal 29 aprile 1940.
Partì per la sua prima missione il 19 giugno 1940 ma dovette rientrare ad Assab dopo una settimana: si erano infatti verificate perdite di cloruro di metile (usato come gas refrigerante) che avevano ucciso quattro uomini e intossicato molti altri (due morirono dopo essere stati sbarcati, otto impazzirono e 24 rimasero gravemente intossicati).
L'apparato di condizionamento fu poi modificato per sostituire il cloruro di metile con il freon; l’Archimede tornò in servizio il 31 agosto.
A inizio 1941 divenne evidente la prossima caduta dell'Africa Orientale Italiana e quindi i sommergibili furono preparati per il trasferimento a Bordeaux, sede della base atlantica italiana di BETASOM: l’Archimede partì il 3 marzo 1941, passò per il Canale del Mozambico, doppiò il Capo di Buona Speranza e s'incontrò per il rifornimento con la nave cisterna tedesca Nordmark; transitò poi a ovest delle Isole di Capo Verde e delle Azzorre, passò nel Golfo di Biscaglia e raggiunse Bordeaux il 7 maggio 1941.

### L'attività in Atlantico e la perdita

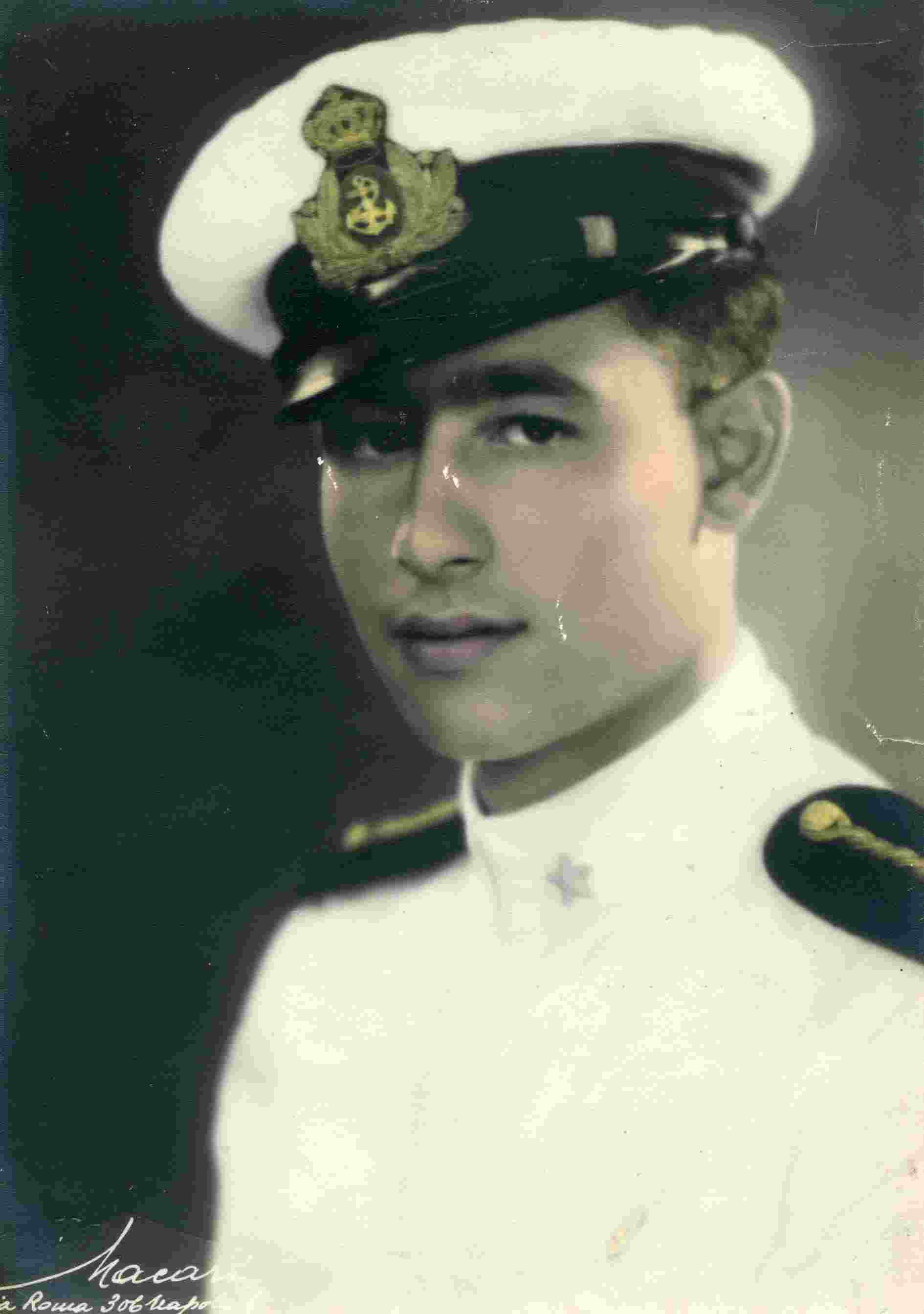

Il sommergibile, dopo alcuni lavori, operò quindi in Atlantico, dapprima al comando del capitano di corvetta Gianfranco Gazzana Priaroggia: il 23 maggio 1942 attaccò infruttuosamente l'incrociatore USS Milwaukee ed il cacciatorpediniere USS Moffet (lanciò due siluri e furono uditi altrettanti scoppi ma non risultano danneggiamenti), il 16 giugno affondò con un siluro il piroscafo panamense Cardina (5586 tsl) sulla rotta Buenos Aires-Trinidad e l'indomani attaccò senza esito il piroscafo statunitense Columbian.
Il 15 settembre 1942 partì per un'altra missione di agguato nella zona compresa fra Freetown e Capo San Rocco al comando del tenente di vascello Guido Saccardo ed il 9 ottobre immobilizzò il transatlantico (usato come trasporto truppe) Oronsay (20.043 tsl) con due siluri, finendolo poi con altri cinque dopo che l'equipaggio l'ebbe abbandonato sulle scialuppe. Durante la notte attaccò un altro grosso piroscafo passeggeri convertito in trasporto truppe, il New Hellas (16.991 tsl); i siluri colpirono ma non esplosero e la nave, illesa, poté sfuggire alla massima velocità. Il 17 novembre l’Archimede rientrò alla base.
Partì per un'ulteriore missione il 26 febbraio 1943 e il 15 aprile, mentre navigava alla volta del punto stabilito per l'appuntamento con un sommergibile rifornitore tedesco, fu attaccato da un idrovolante PBY Catalina; l’Archimede reagì con le mitragliere danneggiandolo, ma fu colpito da quattro bombe e affondò spezzandosi in due al largo dell'isola Fernando de Noronha (a circa 350 miglia da Natal).
Dell'equipaggio, 42 uomini affondarono assieme all’Archimede mentre 25 (fra cui il comandante Saccardo) furono sbalzati in acqua e salirono su tre canotti lanciati dallo stesso Catalina (ma privi di scorte di viveri).
Nei quindici giorni successivi, 6 uomini morirono di fame e di sete; uno dei canottini, con 7 uomini (incluso Saccardo) scomparve il 1º maggio nel tentativo di raggiungere una nave avvistata in lontananza; un altro, con 6 uomini, sparì un paio di giorni dopo; l'ultimo rimasto fu trovato da un peschereccio l'8 maggio 1943 nei pressi di Fernando de Noronha, 27 giorni dopo l'affondamento: l'unico superstite del sommergibile (su 6 uomini che si trovavano nel canotto) fu il sottocapo Giuseppe Lo Coco (figlio di Francesco e di Graziani Concetta nato a Porticello, Comune di S. Flavia, Palermo, il 6 marzo 1918, deceduto a Palermo il 30 agosto 2004).
L'Archimede aveva svolto in tutto 7 missioni di guerra, percorrendo 43.847 miglia in superficie e 2058 in immersione.

#### Vittime
Nell'affondamento, avvenuto a 3° 23' di latitudine Sud e 30° 28' di longitudine Ovest (a circa 140 miglia da Fernando de Noronha), perirono con i 57 sottufficiali e marinai gli ufficiali:
- Guido Saccardo, comandante Tenente di Vascello;
- Ennio Suriano, tenente di vascello;
- Adolfo Magnano, sottotenente di vascello;
- Carlo Greppi, guardiamarina;
- Italo Santin, guardiamarina;
- Franco Firrao, capitano del genio navale;
- Bruno Miani, tenente del genio navale direzione macchine;
- Camillo Boeteschi e Diego La Licata, sottotenenti del genio navale direzione macchine;
- Giuseppe Cantù, cannoniere prima classe;
- Emilio Nocentini, silurista.